# Sabine Fuss
Sabine Fuss (* 1979) ist eine deutsche Klimawissenschaftlerin. Sie leitet die Arbeitsgruppe „Nachhaltiges Ressourcenmanagement und globaler Wandel“ am Mercator Research Institute on Global Commons and Climate Change (MCC). Sie ist Professorin an der Humboldt-Universität zu Berlin.

## Leben
Fuss erwarb einen Masterabschluss in internationaler Volkswirtschaftslehre und einen Promotionsabschluss zur nachhaltigen Entwicklung im Energiebereich von der Universität Maastricht. Sie war am Internationalen Institut für angewandte Systemanalyse beschäftigt. Im Jahr 2018 wurde sie zur Professorin an die Humboldt-Universität zu Berlin berufen.

## Wirken
Zu Fuss’ Forschungsschwerpunkten gehören das Management von Ressourcen mit besonderem Augenmerk auf eine Systemanalyse, die Entscheidungsfindung unter Unsicherheit, die integrierte Bewertung mit einem Schwerpunkt auf die Minderung von und Anpassung an den Klimawandel, die Mechanismen für das CO2-Management sowie die klimakompatible Entwicklung und Klimapolitik. So befasste sie sich zuletzt insbesondere mit negativen Emissionen. Sie sagte hierzu einmal: „Je länger die Welt mit ambitionierten Maßnahmen zum Klimaschutz wartet, desto entscheidender wird die Bedeutung von CO2-Entnahme-Technologien“
Fuss ist eine der Verfasserinnen des Sonderberichts 1,5 °C globale Erwärmung des IPCC (2018).

## Veröffentlichungen (Auswahl)
- Sabine Fuss: Climate economics: Substantial risk for financial assets. In: Nature Climate Change. Band 6, 2016, S. 659–660, doi:10.1038/nclimate2989
- Sabine Fuss, Christian Flachsland, Nicolas Koch, Ulrike Kornek, Brigitte Knopf und Ottmar Edenhofer: A Framework for Assessing the Performance of Cap-and-Trade Systems: Insights from the European Union Emissions Trading System. In: Review of Environmental Economics and Policy. Band 12, Nr. 2, 2018, S. 220–241, doi:10.1093/reep/rey010
- Sabine Fuss, William F Lamb, Max W. Callaghan, Jérôme Hilaire, Felix Creutzig, Thorben Amann, Tim Beringer, Wagner de Oliveira Garcia, Jens Hartmann, Tarun Khanna, Gunnar Luderer, Gregory F. Nemet, Joeri Rogelj, Pete Smith, José Luis Vicente Vicente, Jennifer Wilcox, Maria del Mar Zamora Dominguez und Jan C Minx: Negative emissions—Part 2: Costs, potentials and side effects. In: Environmental Research Letters. Band 13, 2018, doi:10.1088/1748-9326/aabf9f